# Otto Heinrich Framhein

Otto Heinrich Framhein

Otto Heinrich Framhein (* 9. Februar 1823 in Hamburg; † 24. März 1879 ebenda) war ein Hamburger Kaufmann und Senator.

## Leben
Nach der Konfirmation suchte sich Otto Heinrich Framhein selbständig eine Lehrstelle bei der Assekuranzfirma John Higson aus, die nach seiner eigenen Bekundung für ihn die gerade richtige gewesen war. Durch Vermittlung seines Chefs trat Framhein 1844, mit 21 Jahren, eine Anstellung als Kaufmann in Manchester (England) an.
Nach zwei Jahren wechselte er zur Firma Reiss Brothers, ebenfalls in Manchester. Diese machte ihm das Angebot, die Leitung ihrer Niederlassung in Kanton/China – nach Ablösung des bisherigen Inhabers – als Teilhaber zu übernehmen. Nachdem er in England eingebürgert worden war, kam er im Herbst 1851 nach China. Dort übte er dann gemäß seinem Kontrakt von 1852 bis 1857 in eigener Verantwortung die Geschäfte für die englische Firma aus.
Danach kehrte Framhein nach Hamburg zurück, wo er als Kaufmann in Firma Joha. Dan. Christian Framhein Warenmakler eintrat. 1858 heiratete er  Maria Sophia de Hase (* 4. Mai 1836 in Bahia; † 22. November 1908 in Hamburg). Aus der Ehe gingen neben den fünf Söhnen, unter ihnen Gustav Carl Framhein, sowie zwei, bereits als Kinder verstorbene Töchter hervor. Beruflich widmete er sich neben dem Betreiben von Handelsgeschäften nun auch dem Grundstücksmarkt, dem in den 1860er Jahren nach der Aufhebung der Torsperre am 31. Dezember 1860 wachsende Bedeutung zukam. Für seine Familie ließ er an der Alster das repräsentative Doppelhaus in der St. Benedictstraße 50 in vornehmen Stadtteil Hamburg-Harvestehude errichten, das bis zum Tod seiner Schwiegertochter Emily Eulenburg 1966 im Familienbesitz blieb. Der Architekt konnte bislang nicht ermittelt werden.

## Öffentliche Ämter
Am 31. Dezember 1863 trat Otto Heinrich Framhein mit der Wahl zum kaufmännischen Richter des Handelsgerichts auch in das öffentliche Leben ein. Er amtierte im Jahr 1864 als Handelsrichter. Hier war er Mitglied verschiedener Verwaltungsbehörden und seit seiner Wahl durch die Bürgerschaft am 5. Juni 1867 auch der Finanzdeputation, der er bis zum Ablauf seiner Amtszeit Ende 1875 angehörte. Framhein war außerdem von 1864 bis 1867 und von 1868 bis 1876 Mitglied der Hamburgischen Bürgerschaft, der er von 1864 bis 1875 – mit halbjährlicher Unterbrechung anlässlich seiner Wahl in die Finanzdeputation – angehörte.
Am 9. Oktober 1876 wurde Otto Heinrich Framhein dann in den Senat gewählt, dem er bis zu seinem Tode mit 56 Jahren am 24. März 1879 angehörte. Besonders zu erwähnen ist von seinen vielfältigen Aufgaben, dass er Vorsitzender der Kommission für die allgemeinen Wahlen war. In dieser Eigenschaft hatte er die arbeitsintensiven Vorbereitungen für die Wahlen, darunter auch für die Reichstagswahlen, zu treffen.